# José Joaquín Herrero y Sánchez
José Joaquín Herrero y Sánchez (Requena, 1858-Madrid, 1944) fue un político y escritor español.

## Biografía
Nació en la localidad valenciana de Requena en 1858, fue jefe del Cuerpo de archiveros, bibliotecarios y anticuarios y vocal de la Junta consultiva del Cuerpo. Descrito por Ossorio y Bernard como «hombre político y poeta lírico», fue director literario del Heraldo de Madrid y colaborador de La Ilustración Española y Americana.
Licenciado en Derecho, fue amigo personal de José Canalejas. Fue elegido diputado por el Partido Liberal por el distrito de Torroella de Montgrí en las elecciones generales de España de 1886 y por el distrito de Gerona a las elecciones generales de España de 1893 , 1898, 1899 y 1901 . Después fue nombrado senador por la provincia de Ciudad Real en los años 1905-1907, por la Universidad de Valencia en 1910-1911, por la provincia de Albacete en 1916-1917 y por la Real Academia de Bellas Artes de San Fernando en 1923.